# Acontias jappi
Acontias jappi — вид сцинкоподібних ящірок родини сцинкових (Scincidae). Мешкає в Замбії і Анголі.

## Поширення і екологія
Acontias jappi мешкають на крайньому заході Замбії та на крайньому сході Анголи, між річками Замбезі і Квандо. Вони живуть в саванах, віддають перевагу піщаним ґрунтам. Зустрічаються на висоті від 950 до 1200 м над рівнем моря.